# Bedotia
Bedotia ist eine Gattung auf Madagaskar endemischer Fische. Insgesamt sind 16 verschiedene Arten bekannt, von denen aber erst neun formal beschrieben wurden. Die Gattung ist in den Flussgebieten der madagassischen Ostküste vom Masihanaka im Süden bis zum Mahanara im Norden heimisch. Die Tiere leben überwiegend in klaren, vom tropischen Regenwald beschatteten Bächen und kleineren Flüssen. Dabei besiedeln sie ein Gebiet von Meereshöhe bis etwa 700 Meter über dem Meeresspiegel. Der Gattungsname ehrt den Schweizer Hydrobiologen Maurice Bedot.

## Erscheinung
Bedotia können eine Standardlänge von 15 Zentimetern erreichen, bleiben in der Regel aber kleiner. Der langgestreckte Körper ist seitlich abgeflacht und mit großen Cycloidschuppen bedeckt. Auf den leicht vorstreckbaren Kiefern sitzen zwei bis drei Reihen zarter, zurückgebogener und kegelförmiger Zähne. Bei großen Exemplaren sind auch Gaumen und Pflugscharbein einreihig bezahnt. Die zehn bis 13 Branchiospinen auf dem ersten Kiemenbogen sind kurz, kräftig und gezahnt. Bedotia haben zwei Rückenflossen, von denen die erste von fünf bis sechs schwachen Hartstrahlen gestützt wird, die zweite von einem schwachen Hartstrahl und 10 bis 14 geteilten Weichstrahlen. Ein Hartstrahl und 16 bis 20 geteilte Weichstrahlen stützen die Afterflosse. Die Schwanzflosse ist leicht eingekerbt, abgerundet oder dreilappig. Alle Arten zeigen einen deutlichen Sexualdimorphismus, die adulten Männchen sind größer, farbiger und haben auffälligere unpaare Flossen als ihre weiblichen Artgenossen.

## Lebensweise
Alle Arten ernähren sich carnivor. Anflugnahrung, also ins Wasser gefallene Insekten, bildet den größeren Teil des Nahrungsspektrums. In geringerem Umfang werden auch aquatische Wirbellose gefressen. Freilandbeobachtungen von B. nov. sp. „Garassa“ zeigten eine recht heftige Werbung, bei der das Männchen mit aufgestellten Flossen häufig vor das Weibchen schwimmt und sich wieder zurückzieht. Ist die Paarbildung erfolgreich, drücken die Partner Seite an Seite in S-förmiger Verkrümmung ihre Bauchseiten für ein bis zwei Sekunden auf den Boden. Unter intensivem Zittern werden dabei ein bis zwei Eier abgelegt. Der Akt wiederholt sich mehrere Male, jedoch ohne das männliche Einleitungsritual. Bei Aquarienhaltung mit guter Futterversorgung kann ein Weibchen mehrere Dutzend Eier abgeben. Die Fortpflanzungsperiode dauert den gesamten Südsommer an. In Abhängigkeit von der Wassertemperatur schlüpfen die Larven nach zehn bis 14 Tagen. Über das Wachstum unter natürlichen Lebensbedingungen ist wenig bekannt, in Gefangenschaft erreichen Bedotia die Geschlechtsreife etwa im Alter von sechs bis acht Monaten.

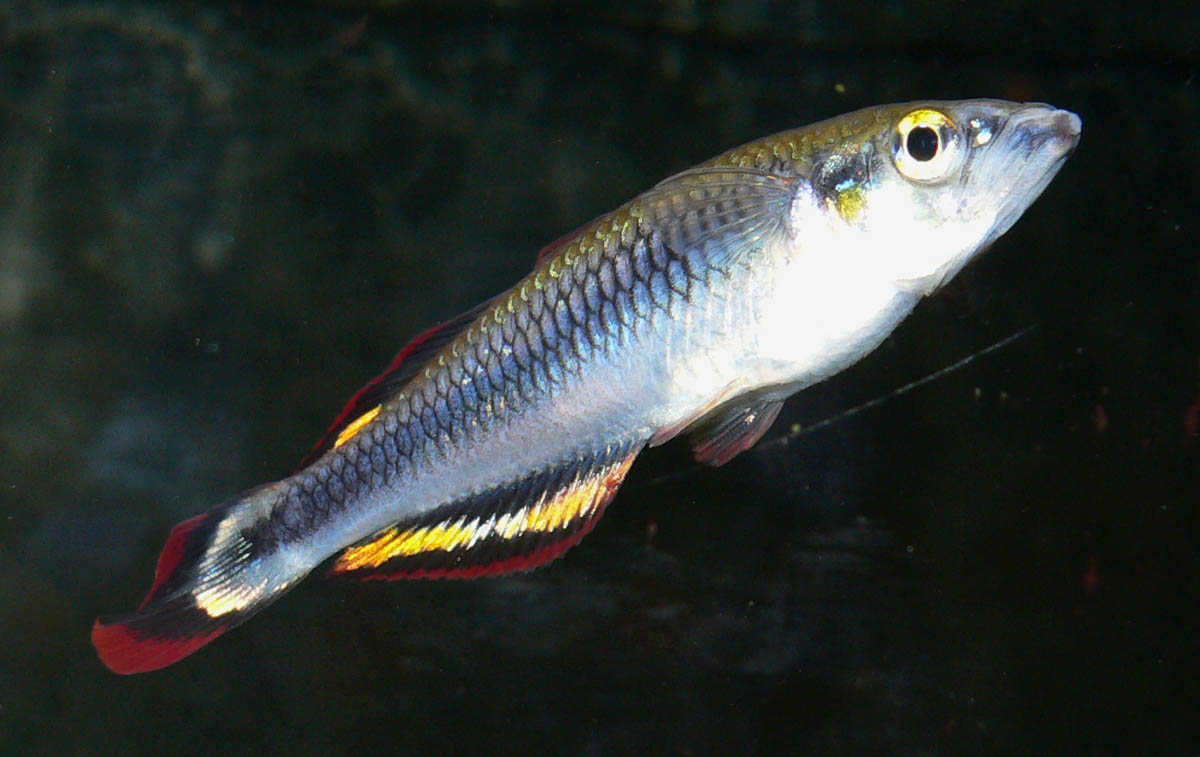
Bedotia madagascariensis

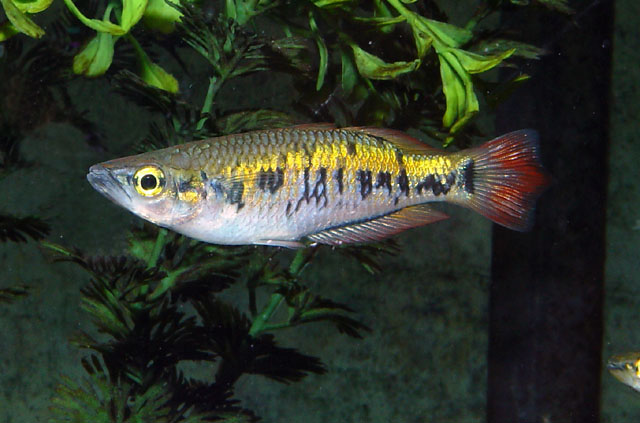
Bedotia marojejy

## Arten
Die Gattung ist monophyletisch.
- Bedotia albomarginata Sparks & Rush, 2005
- Bedotia alveyi Johnes, Smith & Sparks, 2010[7]
- Bedotia geayi Pellegrin, 1907
- Bedotia leucopteron Loiselle & Rodriguez, 2007
- Bedotia longianalis Pellegrin, 1914
- Bedotia madagascariensis Regan, 1903
- Bedotia marojejy Stiassny & Harrison, 2000
- Bedotia masoala Sparks, 2001
- Bedotia tricolor Pellegrin, 1932[1][6]

## Status
Die überwiegende Anzahl der Bedotia wird von der IUCN als „gefährdet“ („vulnerable“) oder sogar „vom Aussterben bedroht“ („critically endangered“) eingestuft. Einen hohen Druck auf die Bedotia-Populationen üben Neozoen aus, die den einheimischen Arten entweder nachstellen oder mit ihnen um Lebensraum konkurrieren, wie beispielsweise Schlangenkopffische und Lebendgebärende Zahnkarpfen. Langfristig schwerwiegender ist allerdings die fortgesetzte Habitatzerstörung durch die Abholzung des Regenwaldes und die damit verbundene Störung des Wasserhaushalts.

## Bedeutung für den Menschen
Trotz ihrer geringen Größe werden Bedotia auch befischt, madagassische Frauen fangen die Tiere mit gewebten Körben im Rahmen kleingewerblicher Fischerei und Subsistenzwirtschaft. Mehrere Arten werden als Aquarienfische verwendet, bei der Ersteinführung von B. madagascariensis 1953 durch Jacques Arnoult wurde diese Art aber fälschlicherweise als B. geayi bestimmt und fand unter diesem Namen Eingang in die Aquaristik.

## Belege
1. 1 2  Paul Loiselle, Damaris Rodriguez: A new species of Bedotia (Teleostei: Atherinomorpha: Bedotiidae) from the Rianila drainage of Eastern Madagascar, with redescriptions of Bedotia madagascariensis and Bedotia geayi. In: Zootaxa. Nr. 1520, 2007, ISSN 1175-5326 (print) ISSN 1175-5334 (online), S. 2 (PDF, 390 kB)
2. ↑  Christophe Mailliet, Aleksei Saunders: Madagascar Rainbowfish - Notes on some recently discovered Bedotia species. Fishes of Sahul, 2005, Vol. 19 No. 2, 126–134 (online (Memento des Originals vom 27. November 2010 im Internet Archive)  Info: Der Archivlink wurde automatisch eingesetzt und noch nicht geprüft. Bitte prüfe Original- und Archivlink gemäß Anleitung und entferne dann diesen Hinweis.)
3. 1 2  Steven M. Goodman, Jonathan P. Benstead: The Natural History of Madagascar. The University of Chicago Press, Chicago 2003, ISBN 0-226-30306-3. S. 867.
4. ↑  Peter Schubert: Bedotia. In: Claus Schaefer, Torsten Schröer (Hrsg.): Das große Lexikon der Aquaristik. Eugen Ulmer, Stuttgart 2004, ISBN 3-8001-7497-9, S. 140.
5. 1 2  John S. Sparks, W. Leo Smith: Phylogeny and biogeography of the Malagasy and Australasian rainbowfishes (Teleostei: Melanotaenioidei): Gondwanan vicariance and evolution in freshwater in Molecular Phylogenetics and Evolution. Nr. 33, 2004, doi:10.1016/j.ympev.2004.07.002. S. 729 (PDF, 818 KiB)
6. 1 2 3 4  Goodman, Benstead S. 868
7. ↑  Jones, Smith, Sparks: A New Species of Rainbowfish (Teleostei: Melanotaenioidei: Bedotiidae) from the Makira Region of Northeastern Madagascar. In: Copeia, 2010 (2), 284–291
8. ↑  Artenliste bei der IUCN
9. ↑  P.N. Reinthal, M. L. J. Stiassny: The Freshwater Fishes of Madagascar: A Study of an Endangered Fauna with Recommendations for a Conservation Strategy in Conservation Biology. Volume 5, Nr. 2, 1991, ISSN 0888-8892. S. 238,239
10. ↑  Loiselle, Rodriguez S. 7